# ریصانی
ریصانی (به فرانسوی: Rissani) یک شهرک در مراکش است که در استان رشیدیه واقع شده‌است. ریصانی ۲۰٬۴۶۹ نفر جمعیت دارد و ۷۶۰ متر بالاتر از سطح دریا واقع شده‌است.